# Střeň
Střeň är en ort i Tjeckien.   Den ligger i regionen Olomouc, i den östra delen av landet, 200 km öster om huvudstaden Prag. Střeň ligger 227 meter över havet och antalet invånare är 539.
Terrängen runt Střeň är platt, och sluttar österut.Runt Střeň är det tätbefolkat, med 257 invånare per kvadratkilometer. Närmaste större samhälle är Olomouc, 12,8 km sydost om Střeň. Trakten runt Střeň består till största delen av jordbruksmark.